# Heartless (chanson de The Weeknd)
Pour les articles homonymes, voir Heartless.
Singles de The Weeknd
Power Is Power
(2019) Blinding Lights
(2019)
Heartless est une chanson du chanteur canadien The Weeknd sortie le 27 novembre 2019 en tant que premier single de son quatrième album After Hours.

## Clip vidéo
Le clip vidéo du single Heartless, réalisé par Anton Tammi, sort le 3 décembre 2019. Il est filmé dans la ville de Las Vegas avec The Weeknd et Metro Boomin, l'un des producteurs de la chanson.

## Accueil commercial
Aux États-Unis, la chanson Heartless est trente-deuxième du Billboard Hot 100 la semaine de sa sortie. Elle atteint la première place de ce classement la semaine suivante, devenant le quatrième numéro un du chanteur après Can't Feel My Face, The Hills et Starboy.

## Classements et certifications
| Classement (2019-20)                           | Meilleure position |
| ---------------------------------------------- | ------------------ |
| Allemagne (GfK Entertainment)                  | 36                 |
| Australie (ARIA)                               | 10                 |
| Australie (ARIA Urban)                         | 4                  |
| Autriche (Ö3 Austria Top 40)                   | 44                 |
| Belgique (Flandre Ultratop 50 Singles)         | 49                 |
| Belgique (Flandre Ultratop R&B/Hip-Hop)        | 11                 |
| Belgique (Wallonie Ultratip Bubbling Under 50) | 5                  |
| Belgique (Wallonie Ultratop R&B/Hip-Hop)       | 24                 |
| Canada (Hot 100)                               | 3                  |
| Canada (CHR/Top 40)                            | 6                  |
| Canada (Hot AC)                                | 32                 |
| Canada (Canada All-Format)                     | 17                 |
| Canada (Digital Songs)                         | 7                  |
| Écosse (OCC)                                   | 57                 |
| Espagne (PROMUSICAE)                           | 99                 |
| États-Unis (Hot 100)                           | 1                  |
| États-Unis (Adult Pop Songs)                   | 29                 |
| États-Unis (Mainstream R&B/Hip-Hop)            | 17                 |
| États-Unis (R&B/Hip-Hop Songs)                 | 1                  |
| États-Unis (Pop Airplay)                       | 5                  |
| États-Unis (R&B/Hip-Hop Airplay)               | 18                 |
| États-Unis (R&B/Hip-Hop Digital Song Sales)    | 1                  |
| États-Unis (R&B/Hip-Hop Streaming Songs)       | 1                  |
| États-Unis (R&B Digital Song Sales)            | 1                  |
| États-Unis (R&B Songs)                         | 1                  |
| États-Unis (Radio Songs)                       | 5                  |
| États-Unis (Rhythmic Songs)                    | 1                  |
| États-Unis (Dance/Mix Show Airplay)            | 3                  |
| États-Unis (Digital Songs)                     | 1                  |
| États-Unis (Rolling Stone Top 100)             | 1                  |
| Finlande (Suomen virallinen lista)             | 9                  |
| France (SNEP)                                  | 69                 |
| Grèce (IFPI Greece)                            | 1                  |
| Grèce (Digital Song Sales)                     | 4                  |
| Hongrie (Single Top 40)                        | 28                 |
| Hongrie (Stream Top 40)                        | 12                 |
| Irlande (Irish Singles Chart)                  | 13                 |
| Islande (Tónlistinn)                           | 28                 |
| Italie (FIMI)                                  | 56                 |
| Lettonie (LAIPA)                               | 5                  |
| Liban (Lebanese Top 20)                        | 16                 |
| Lituanie (AGATA)                               | 5                  |
| Malaisie (RIM)                                 | 17                 |
| Norvège (VG-lista)                             | 17                 |
| Nouvelle-Zélande (RMNZ)                        | 13                 |
| Pays-Bas (Single Top 100)                      | 30                 |
| Portugal (AFP)                                 | 16                 |
| Roumanie (Airplay 100)                         | 46                 |
| Royaume-Uni (UK Singles Chart)                 | 10                 |
| Royaume-Uni (UK R&B Chart)                     | 3                  |
| Royaume-Uni (UK Download Chart)                | 6                  |
| Singapour (RIAS (en))                          | 13                 |
| Slovaquie (IFPI Singles Digitál)               | 3                  |
| Suède (Sverigetopplistan)                      | 27                 |
| Suisse (Schweizer Hitparade)                   | 16                 |
| Tchéquie (IFPI Rádio)                          | 53                 |
| Tchéquie (IFPI Singles Digitál)                | 9                  |

| Classement (2020)                        | Position |
| ---------------------------------------- | -------- |
| Canada (Hot 100)                         | 41       |
| États-Unis (Billboard Hot 100)           | 28       |
| États-Unis (Dance/Mix Show Airplay (en)) | 46       |
| États-Unis (Digital Songs)               | 57       |
| États-Unis (Pop Songs)                   | 23       |
| États-Unis (R&B Songs (en))              | 4        |
| États-Unis (R&B/Hip-Hop Songs)           | 11       |
| États-Unis (Radio Songs)                 | 20       |
| États-Unis (Rhythmic Songs (en))         | 14       |
| États-Unis (Streaming Songs)             | 65       |

| Région                                                                     | Certification | Ventes/Streams |
| -------------------------------------------------------------------------- | ------------- | -------------- |
| Australie (ARIA)                                                           | Platine       | 70 000^        |
| Canada (Music Canada)                                                      | 2 × Platine   | 160 000^       |
| États-Unis (RIAA)                                                          | Platine       | 1 000 000^     |
| Pologne (ZPAV)                                                             | Or            | 10 000*        |
| Portugal (AFP)                                                             | Or            | 10 000x        |
| Royaume-Uni (BPI)                                                          | Argent        | 200 000‡       |
| xNon précisé par la certification ‡ventes/streaming selon la certification |               |                |